# Pruniers
Pruniers és un municipi francès, situat al departament de l'Indre i a la regió de Centre – Vall del Loira. L'any 2007 tenia 519 habitants.

## Demografia

### Població
El 2007 la població de fet de Pruniers era de 519 persones. Hi havia 223 famílies, de les quals 77 eren unipersonals (28 homes vivint sols i 49 dones vivint soles), 69 parelles sense fills, 69 parelles amb fills i 8 famílies monoparentals amb fills.
La població ha evolucionat segons el següent gràfic:
Habitants censats

### Habitatges
El 2007 hi havia 335 habitatges, 238 eren l'habitatge principal de la família, 50 eren segones residències i 46 estaven desocupats. Tots els 333 habitatges eren cases. Dels 238 habitatges principals, 189 estaven ocupats pels seus propietaris, 43 estaven llogats i ocupats pels llogaters i 7 estaven cedits a títol gratuït; 1 tenia una cambra, 21 en tenien dues, 77 en tenien tres, 65 en tenien quatre i 74 en tenien cinc o més. 166 habitatges disposaven pel capbaix d'una plaça de pàrquing. A 106 habitatges hi havia un automòbil i a 97 n'hi havia dos o més.

### Piràmide de població
La piràmide de població per edats i sexe el 2009 era:
| Homes | Edats   | Dones |
| ----- | ------- | ----- |
| 0     | 95 o +  | 0     |
| 0     | 90 a 94 | 4     |
| 0     | 85 a 89 | 12    |
| 4     | 80 a 84 | 8     |
| 12    | 75 a 79 | 24    |
| 8     | 70 a 74 | 8     |
| 24    | 65 a 69 | 28    |
| 12    | 60 a 64 | 12    |
| 8     | 55 a 59 | 12    |
| 16    | 50 a 54 | 20    |
| 4     | 45 a 49 | 20    |
| 12    | 40 a 44 | 8     |
| 12    | 35 a 39 | 16    |
| 12    | 30 a 34 | 0     |
| 20    | 25 a 29 | 20    |
| 8     | 20 a 24 | 8     |
| 12    | 15 a 19 | 4     |
| 8     | 10 a 14 | 12    |
| 4     | 5 a 9   | 8     |
| 4     | 0 a 4   | 12    |

## Economia
El 2007 la població en edat de treballar era de 314 persones, 222 eren actives i 92 eren inactives. De les 222 persones actives 206 estaven ocupades (118 homes i 88 dones) i 16 estaven aturades (5 homes i 11 dones). De les 92 persones inactives 46 estaven jubilades, 17 estaven estudiant i 29 estaven classificades com a «altres inactius».

### Ingressos
El 2009 a Pruniers hi havia 229 unitats fiscals que integraven 518 persones, la mediana anual d'ingressos fiscals per persona era de 15.076 €.

### Activitats econòmiques
Dels 17 establiments que hi havia el 2007, 2 eren d'empreses alimentàries, 3 d'empreses de comerç i reparació d'automòbils, 2 d'empreses de transport, 5 d'empreses d'hostatgeria i restauració, 1 d'una empresa d'informació i comunicació, 1 d'una empresa de serveis i 3 d'empreses classificades com a «altres activitats de serveis».
Dels 2 establiments de servei als particulars que hi havia el 2009, 1 era una oficina de correu i 1 restaurant.
L'únic establiment comercial que hi havia el 2009 era una fleca.
L'any 2000 a Pruniers hi havia 27 explotacions agrícoles que ocupaven un total de 2.000 hectàrees.

## Equipaments sanitaris i escolars
El 2009 hi havia una escola elemental.

## Poblacions més properes
El següent diagrama mostra les poblacions més properes.